# مقاطعة غارفيلد (نبراسكا)
مقاطعة غارفيلد (بالإنجليزية: Garfield County)‏ هي إحدى مقاطعات ولاية نبراسكا في الولايات المتحدة الأمريكية.